# インドネシアの首相
インドネシアの首相（Perdana Menteri Republik Indonesia）は、1945年から1966年にかけて設置されていたインドネシア政府の役職。内閣の首班を担当し、インドネシア大統領、インドネシア中央国家委員会とともに行政権を分担した。

## 概要
1945年に制定されたインドネシア共和国憲法には大統領制を敷くことが明記されたが、首相については明記されていなかった。しかし、同年11月にはシャフリルが初代首相に就任している。正式に首相の地位が明記されたのは、1950年に制定されたインドネシア共和国暫定憲法第52条によってである。
首相は大統領によって任命され、内閣の主席として通常の行政事務を処理すると同時に、大統領と副大統領に対して責任を負った。実際には中央国家委員会に対して責任を負い、政策決定の際には事前に大統領に相談することになっていた。首相が大統領または中央国家委員会と対立した場合には罷免され、別の人物が首相に任命されることになっていた。首相は連立内閣を率いることが多く、そのため政権は常に不安定な状態であり内閣不信任決議を出される事態が頻発した。主要な法案が提出されるたびに野党から反発を受けて議会が停滞し、首相は数か月間で退陣に追い込まれることもあった。
1959年7月5日、スカルノは与党が制憲議会で3分の2を維持できないことから、大統領令を布告して独立当初の1945年憲法を復活させた。これにより、憲法から首相の条文が消滅することになったが、スカルノは同月9日に憲法の規定から消滅した首相を兼務することを発表し、以降の演説では自身を「大統領兼首相」と名乗った。
1965年に発生した9月30日事件によってスカルノの権威は失墜し、翌1966年の「3月11日命令書」によりスハルトが全権を掌握したことで事実上失脚した。同年7月25日にスカルノは首相を辞任し、これ以後、憲法に規定がないため首相は任命されず廃止された。

## 歴代首相一覧
| 代 | 首相の氏名                                         | 首相の氏名 | 所属政党           | 就任年月日      | 退任年月日     | 備考                                                                                |
| -- | -------------------------------------------------- | ---------- | ------------------ | --------------- | -------------- | ----------------------------------------------------------------------------------- |
| 1  | シャフリル Sjahrir                                 |            | インドネシア社会党 | 1945年 11月14日 | 1947年 7月3日  |                                                                                     |
| 2  | アミル・サラフディン Amir Sjarifoeddin             |            | インドネシア社会党 | 1947年 7月3日   | 1948年 1月29日 |                                                                                     |
| 3  | モハマッド・ハッタ Mohammad Hatta                  |            | 無所属             | 1948年 1月29日  | 1950年 9月5日  | 1948年12月19日から1949年7月13日の間はオランダ軍に拘束されていたため、職務執行不能。 |
| -  | ソサント・ティルトプロジョ Soesanto Tirtoprodjo    |            | 無所属             | 1949年 12月20日 | 1950年 1月16日 | オランダ軍に拘束されたハッタの代行。                                                |
| 4  | アブドゥル・ハリム Abdoel Halim                    |            | 無所属             | 1950年 1月16日  | 1950年 9月5日  |                                                                                     |
| 5  | モハマッド・ナシール Mohammad Natsir               |            | マシュミ           | 1950年 9月5日   | 1951年 4月26日 |                                                                                     |
| 6  | ソキマン・ウィロサンジョヨ Soekiman Wirjosandjojo  |            | マシュミ           | 1951年 4月26日  | 1952年 4月1日  |                                                                                     |
| 7  | ウィロポ Wilopo                                    |            | インドネシア国民党 | 1952年 4月1日   | 1953年 7月30日 |                                                                                     |
| 8  | アリ・サストロアミジョヨ Ali Sastroamidjojo        |            | インドネシア国民党 | 1953年 7月30日  | 1955年 8月11日 |                                                                                     |
| 9  | ブルハヌディン・ハラハップ Burhanuddin Harahap     |            | マシュミ           | 1955年 8月11日  | 1956年 3月20日 |                                                                                     |
| 10 | アリ・サストロアミジョヨ Ali Sastroamidjojo        |            | インドネシア国民党 | 1956年 3月20日  | 1957年 4月9日  |                                                                                     |
| 11 | ジョエンダ・カルタウィジャヤ Djoeanda Kartawidjaja |            | 無所属             | 1957年 4月9日   | 1959年 7月9日  | 1959年7月5日の大統領令により首相の規定が消滅。                                      |
| 12 | スカルノ Sukarno                                   |            | インドネシア国民党 | 1959年 7月9日   | 1966年 7月25日 | 大統領との兼務。                                                                    |